# Hamburger Literaturpreise
Die Hamburger Literaturpreise haben das Ziel, Hamburger Autoren zu ermöglichen, begonnene Arbeiten zu beenden. Sie wurden 1990 erstmals verliehen und hießen bis einschließlich 2018 Hamburger Förderpreise für Literatur und literarische Übersetzungen.
Es standen jährlich sechs Literatur-Förderpreise von jeweils 6000 € und drei Übersetzungs-Förderpreise von jeweils 2500 € zur Verfügung. Eine Eigenbewerbung war erforderlich.
Die Preisträger werden in einem anonymen Vergabeverfahren von einer fünfköpfigen Jury ermittelt.
Erstmals 2019 vergab die Behörde für Kultur und Medien elf Literaturpreise in sieben verschiedenen Kategorien. Die Dotierung beläuft sich 2023 in den acht Hauptkategorien auf je 8.000 Euro und in der Kategorie literarische Übersetzungen auf dreimal 4000 €.

## Preisträger

### 1990–2018
- 1990: 
  - Autoren: Michael Batz, Dorothea Dieckmann, Katrin J. Engel, Tobias Gohlis, Kaveh Nassirin, Lou A. Probsthayn, Joachim Schulz und Charly Wüllner
  - Literarische Übersetzungen: Mirko Bonné, Hinrich Schmidt-Henkel, Karin von Schweder-Schreiner
- 1991
  - Autoren: Martin Ahrends, Reimer Eilers, Katharina Höcker, Carsten Klook und Sönke Sieg, Anke Gebert und Dietmar Bittrich
  - Literarische Übersetzungen: Maria Poelchau und Cornelius Bischoff
- 1992: 
  - Autoren: Eva-Maria Alves, Gunter Gerlach, Joachim Helfer, Angelika Mähl, Farhad Showghi, Susanne Klippel, Ninon Schubert
  - Literarische Übersetzungen: Maralde Meyer-Minnemann, Karin Höpp
- 1993: 
  - Autoren: Mirko Bonné, Adrijana Bohocki, Alicja Wendt, Marc Wortmann, Iven Fritsche, Suzanne Latour
  - Literarische Übersetzungen: Sybille Martin, Ruth Baier, Gerd Weinreich
- 1994: 
  - Autoren: Matthias Göritz, Oliver Platz, Marcus Jensen, Bernd Hans Martens, Herbert Schuldt, Astrid Schumacher
  - Literarische Übersetzungen: Heinz Vrchota, Heide Lydia Schmidt, Brigitte Große
- 1995:
  - Autoren: Nikola Anne Mehlhorn, Cornelia Manikowsky, Hilke Veth, Regula Venske, Vera Rosenbusch und Lutz Flörke, Rüdiger Käßner
  - Literarische Übersetzungen: Mary Fran Gilbert und Sabine Hedinger, Hinrich Schmidt-Henkel, Farhad Showghi
- 1996:
  - Autoren: David Chotjewitz, Joachim Bitter, Nina Jäckle, Tassilo Jelde, Susanne Neuffer, Roesnik
  - Literarische Übersetzungen: Andrea Paluch und Robert Habeck, Mirko Bonné, Rolf Erdorf
- 1997:
  - Autoren: Doris Cordes-Vollert, Jan Bürger, Katharina Höcker, Thomas Johannsen, Michael Koglin, Susanne Marten
  - Literarische Übersetzungen: Uda Strätling, Eike Schönfeld, Doris Heinemann
- 1998:
  - Autoren: Ines Bouhannani, Sarah Khan, Lars Dahms, Jens-Erik Hohmann, Hendrik Rost, Stefan Beuse
  - Literarische Übersetzungen: Eva Profousová und Beate Smandek, Annette Kopetzki, Gabriele Haefs
- 1999:
  - Autoren: Mirko Bonné, Anna Katharina Hahn, Joachim Helfer, Lou A. Probsthayn, Stefanie Richter, Oskar Sodux
  - Literarische Übersetzungen: Renate Bleibtreu, Jan Wagner, Alicja Wendt
- 2000:
  - Autoren: Axel Brauns, Verena Carl, Matthias Göritz, Dietrich Hans Machmer, Andreas Münzner, Michael Weins
  - Literarische Übersetzungen: Markus Lemke, Katrin Liedke, Sabine Schmidt
- 2001:
  - Autoren: Sven Amtsberg, Karen Duve, Charlotte Richter-Peill, Tanja Schwarze, Jan Wagner, Alicja Wendt
  - Literarische Übersetzungen: Ingo Herzke, Volker Oldenburg, Uda Strätling
- 2002:
  - Autoren: Sigrid Behrens, Ina Bruchlos, Matias Grzegorczyk, Mascha Kurtz, Nils Mohl, Farhad Showghi
  - Literarische Übersetzungen: Susanne Höbel, Barbara Mesquita, Beate Smandek und Milka Vagadayová
- 2003:
  - Autoren: Katharina Höcker, Katrin Dorn, Mareike Krügel, Kristof Magnusson, Joern Rauser, Tina Uebel
  - Literarische Übersetzungen: Renate Bleibtreu, Annette Kopetzki, Ulrike Nolte
- 2004:
  - Autoren: Wiebke Spannuth-Maginess, Kerstin Döring, Lars Henken, Peter Huth, Katharina Krasemann, Annette Nolte-Jacobs
  - Literarische Übersetzungen: Markus Lemke, Miriam Mandelkow, Ferdinand Leopold
- 2005:
  - Autoren: Alexander Häusser, Stefanie Schütz, Michael Weins, Harriet Grabow, Dieter Hellfeuer, Ursula Schötzig
  - Literarische Übersetzungen: Eva Bonné, Karin von Schweder-Schreiner, Gabor Altorjay
- 2006:
  - Autoren: Stefan Beuse, Lars Dahms, Dierk Hagedorn, Myriam Keil, Friederike Trudzinski, Jasmin Ramadan
  - Literarische Übersetzungen: Isabel Bogdan, Ingo Herzke, Andreas Münzner
- 2007:
  - Autoren: Verena Carl, Ulrich Diehl, Guido Geist, Sascha Peter Piroth, Aymone Rassaerts, Sonja Roczek
  - Literarische Übersetzungen: Christiane Bergfeld, Nikolaus de Palézieux, Birgit Schmitz
- 2008:
  - Autoren: Sven Amtsberg, Robert Cohn, Nils Mohl, Hartmut Pospiech, Katrin Seddig, Charlotte Richter-Peill
  - Literarische Übersetzungen: Brigitte Jakobeit, Andreas Löhrer, Miriam Mandelkow
- 2009:
  - Autoren: Ada Dorian, Maria Regina Heinitz, Finn-Ole Heinrich, Susanne Höbel, Sven Lange, Alexander Rolf Meyer
  - Literarische Übersetzungen: Eva Bonné, Ferdinand Leopold, Nicolai von Schweder-Schreiner
- 2010:
  - Autoren: Andreas Münzner, Kristian Schlüter, Ulrike Syha, Sabine Stein, Andreas Stichmann, Katharina Alsen
  - Literarische Übersetzungen: Eva Profousová, Sybille Martin
- 2011:
  - Autoren: Isabel Bogdan, Alexander Häusser, Ulrich Koch, Karen Köhler, Dietrich Machmer, Inga Sawade
  - Literarische Übersetzungen: Ursel Allenstein, Ingo Herzke, Susanne Höbel
- 2012:
  - Autoren: Jo Berlien, Friederike Gräff, Herbert Hindringer, Benjamin Maack, Magdalena Saiger, Judith Sombray
  - Literarische Übersetzungen: Michael Kellner, Andreas Löhrer, Inka Marter
- 2013:
  - Autoren: Stefan Beuse, Kristine Bilkau, Ursula Menzer, Akin E. Sipal, Tobias Sommer, Silke Stamm
  - Literarische Übersetzungen: Joachim Bartholomae, Zuzanna Musiałczyk und Ferdinand Leopold, Friederike Meltendorf
- 2014:
  - Autoren: Sigrid Behrens, Manuel Funk, Tino Hanekamp, Jonis Hartmann, Catharina Junk, Susanne Neuffer
  - Literarische Übersetzungen: Daniel Gerzenberg, Miriam Mandelkow, Claudia Steinitz
- 2015:
  - Autoren: Kaspar Peters, Myriam Keil, Charlotte Richter-Peill, Saša Stanišic, Tanja Schwarze, Katrin Seddig
  - Literarische Übersetzungen: Brigitte Große, Doris Kouba, Corinna Popp
- 2016:
  - Autoren: Claus Berg, Maria Regina Heinitz, Hendrik Rost, Andrea Salt, Ursula Schötzig, Judith Sombray
  - Literarische Übersetzungen: Christel Hildebrandt, Annette Kopetzki, Volker Oldenburg
- 2017:
  - Autoren: Jens Eisel, Finn-Ole Heinrich, Maria Victoria Odoevskaya, Marie-Alice Schultz, Leona Stahlmann, Dita Zipfel
  - Literarische Übersetzungen: Gabriele Haefs, Barbara Mesquita, Henrike Schmidt und Martin Savov
- 2018
  - Autoren: Nora Gantenbrink für einen Auszug aus dem Romanmanuskript „Dad“; Martin Halewitz für einen Auszug aus dem Romanmanuskript „Hauptsache wir sind frei“; Brigitte Helbling für einen Auszug aus dem Romanmanuskript „Zurigo Amore“; Daniel Mellem für einen Auszug aus dem Romanmanuskript „Die Erfindung des Countdowns“; Sebastian Stuertz für einen Auszug aus dem Romanmanuskript „Das eiserne Herz des Charlie Berg“; Juliane Pickel für einen Auszug aus dem Romanmanuskript „Der Unfall“
  - Literarische Übersetzungen: Miriam Mandelkow für ihre Übersetzung des Romans „Von dieser Welt / Go tell It On The Mountain“ von James Baldwin aus dem amerikanischen Englisch; Stefan Pluschkat für seine Übersetzung des Romans „Die polyglotten Liebhaber / De polyglotta älskarna“ von Lina Wolff aus dem Schwedischen; Nicolai von Schweder-Schreiner für seine Übersetzung des Romans „So enden wir / Meia-Noite e Vinte“ von Daniel Galera aus dem Portugiesischen

### Seit 2019
- 2019
  - Buch des Jahres: Saša Stanišić für „Herkunft“
  - Roman: Tamar Baumgarten-Noort für „Ans Licht“; Katrin Seddig für „Eine deutsche Familie“
  - Erzählung: Sven Lenz für „Nebenrolle“; Julia Ditschke für „Mutter. Zwölf Versuche“
  - Lyrik/Drama/Experimentelles: Ulrike Syha für das Theaterstück „Der öffentliche Raum“
  - Kinder- und Jugendbuch: Cornelia Franz für „Calypsos Irrfahrt“
  - Comic: Karina Tungari für „Ahh … Das Gras auf der anderen Seite ist nicht immer grüner“.
  - Literarische Übersetzungen: Dagmar Mißfeldt für die Übersetzung des Romans „Beinahe Herbst / Nærmere høst“ von Marianne Kaurin aus dem Norwegischen; Britt Somann-Jung für die Übersetzung des Romans „In guten wie in schlechten Tagen / An American Marriage“ von Tayari Jones aus dem Englischen; Claudia Steinitz für die Übersetzung des Romans „Querwege / La traversière“ von Albertine Sarrazin aus dem Französischen
- 2020
  - Buch des Jahres: Benjamin Maack für „Wenn das noch geht, kann es nicht so schlimm sein“
  - Roman: Magdalena Saiger für „Was ihr nicht seht oder Die absolute Nutzlosigkeit des Mondes“; Simon Urban für einen Auszug aus „Wie alles begann und wer dabei umkam“
  - Erzählung: Frank Schliedermann für „Dorval, Quebec“
  - Lyrik/Drama/Experimentelles: Silke Stamm für den experimentellen Prosatext „Hohe Berge“; Peter Thiers für das Drama „Paradiesische Bauten“
  - Kinder- und Jugendbuch: Uticha Marmon für „Dreizehn Wochen Sonntag oder Wie ich den Kaninchen die Sprache zurückgab“
  - Comic: Nadine Pedde für „Gespenster der DDR“
  - Literarische Übersetzungen: Ursel Allenstein für die Übersetzung von Jonas Eikas Erzählband „Efter solen / Nach der Sonne“ aus dem Dänischen; Mirko Bonné für die Neuübersetzung von Joseph Conrads „The Nigger of the ›Narcissus‹ / Der Niemand von der ›Narcissus‹“ aus dem Englischen; Cornelia Wend für die Übersetzung von Élisabeth Filhols „Doggerland“ aus dem Französischen
- 2021
  - Buch des Jahres: Andreas Moster für „Kleine Paläste“
  - Roman: Kristine Bilkau für „Nebenan“; Jan-Dirk Krohn für „No Meds in May“
  - Erzählung: Sonja Roczek für „Barolo“
  - Lyrik/Drama/Experimentelles: Nail Doğan für „Leerlauf – Gedichte“; Jenny Schäfer für „Ein halbes Jahr Arbeit“
  - Kinder- und Jugendbuch: Jutta Nymphius für „Total irre!“
  - Comic: Helena Baumeister für „oh cupid“
  - Literarische Übersetzungen: Brigitte Große für die Übersetzung von Kim Thúys Roman „Em / Großer Bruder, kleine Schwester“ aus dem Französischen; Markus Lemke für die Übersetzung von Noa Yedlins Roman „Anashim kamonu / Leute wie wir“ aus dem Hebräischen; Maralde Meyer-Minnemann für die Übersetzung von António Lobo Antunes’ Roman „Até que as pedras se tornem mais leves que a água / Bis die Steine leichter sind als Wasser“ aus dem Portugiesischen
- 2022
  - Buch des Jahres: Claudia Schumacher für „Liebe ist gewaltig“
  - Roman: Kaspar Peters für „Ultima Thule“; Frank Keil-Behrens für „Über meine Familie weiß ich nichts, suche sie aber trotzdem“
  - Erzählung: Herbert Hindringer für „Morgen, oder: Wenn er eine Nacht überlebt“
  - Lyrik/Drama/Experimentelles: Julia Herrgesell für „Füchse“ und Ayna Steigerwald für „phototaxis. Gedichte“
  - Kinder- und Jugendbuch: Sarah Manon Kempen für „Lichterloh“
  - Comic: Antonia Kühn für „Apropos Elbe“
  - Literarische Übersetzungen: Juliette Aubert-Affholder für ihre Übersetzung von Rachel Gratons Drama „Die Nacht vom 4. auf den 5. / La nuit du 4 au 5“ aus dem kanadischen Französisch; Barbara Mesquita für ihre Übersetzung von Djaimilia Pereiras Roman „Im Auge der Pflanzen / A visão das plantas“ aus dem Portugiesischen; Nicolai von Schweder-Schreiner für seine Übersetzung von Moshin Hamids Roman „Der letzte weiße Mann / The Last White Man“ aus dem Englischen
- 2023
  - Buch des Jahres: Till Raether für „Die Architektin“
  - Sachbuch des Jahres: Moshtari Hilal für „Hässlichkeit“
  - Roman: Nefeli Kavouras für „Wann stirbt Georg“ und Anselm Neft für „Ein Nachruf auf Fukurō Hayashi“
  - Erzählung: Saša Stanišić für „Traumnovelle“ und Katharina Unteutsch für „Woran wir glauben“
  - Lyrik/Drama/Experimentelles: Ulrike Syha für „Der analoge Mensch“
  - Kinder- und Jugendbuch: Tina Blase für „Geisterhelfer – Aufruhr auf dem Friedhof“
  - Comic: Ika Sperling für „Die Lösung“
  - Literarische Übersetzungen: Ingo Herzke, „Die Netanjahus“ / „The Netanyahus“ von Joshua Cohen aus dem Englischen; Brigitte Jakobeit: „Die trotzige Schönheit der Welt“ / „The Story of the Forest“ von Linda Grant aus dem britischen Englisch; Henrike Schmidt: „Kleine Welt, große Welt“ / „Malkijat svjat, golemijat svjat“ (Gedichte) von Nadya Radulova aus dem Bulgarischen
- 2024
  - Buch des Jahres: Simoné Goldschmidt-Lechner für „Ich kann dich noch sehen (an diesen Tagen)“
  - Sachbuch des Jahres: Ruth Hoffmann für „Das deutsche Alibi“
  - Roman: Magdalena Saiger für „Traudel“ und Markus Schneider für „Du & ich & Martinez/Scheffel“
  - Erzählung: Anna Bytom für „Einsamkeit“ und Lara M. Gahlow für „Vorwiegend festkochend“
  - Lyrik/Drama/Experimentelles: Carsten Brandau für „2 (theater)“
  - Kinder- und Jugendbuch: Silas Matthes für „Kein Netz“
  - Comic: Eva Müller für „Anna“
  - Literarische Übersetzungen: Cornelius Hartz für „Oben in den Wäldern“/„North Woods“ von Daniel Mason aus dem Englischen; Jonis Hartmann für „Haiku“ von Richard Wright aus dem Englischen; Markus Lemke für „Aus dem Nichts kommt die Flut“ von Uri Jitzchak Katz aus dem Hebräischen